# Under a Pale Grey Sky
Under a Pale Grey Sky – dwupłytowy album z zapisem koncertu brazylijskiego zespołu Sepultura z Brixton Academy w Londynie 16 grudnia 1996. Materiał został zarejestrowany przez wytwórnię Roadrunner Records bez powiadomienia o tym zespołu i 22 września 2002 wydany na albumie bez zgody obecnych członków grupy. Był to ostatni koncert z udziałem lidera formacji, Maxa Cavalery

## Lista utworów
| CD 2 | CD 2                                   | CD 2    |
| Nr   | Tytuł utworu                           | Długość |
| ---- | -------------------------------------- | ------- |
| 1.   | „We Who Are Not as Others”             | 3:57    |
| 2.   | „Straighthate”                         | 5:10    |
| 3.   | „Dictatorshit”                         | 1:35    |
| 4.   | „Refuse/Resist”                        | 3:52    |
| 5.   | „Arise/Dead Embryonic Cells”           | 3:09    |
| 6.   | „Slave New World”                      | 2:42    |
| 7.   | „Biotech Is Godzilla”                  | 2:43    |
| 8.   | „Inner Self”                           | 4:36    |
| 9.   | „Polícia” (cover Titãs)                | 2:35    |
| 10.  | „We Gotta Know” (cover Cro-Mags cover) | 3:52    |
| 11.  | „Kaiowas”                              | 6:12    |
| 12.  | „Ratamahatta”                          | 5:24    |
| 13.  | „Orgasmatron” (cover Motörhead)        | 6:38    |
|      |                                        | 52:25   |

## Twórcy
- Max Cavalera - śpiew, gitara rytmiczna
- Andreas Kisser - gitara prowadząca
- Paulo Jr. - gitara basowa
- Igor Cavalera - perkusja